# Asilus tarsosus
Asilus tarsosus là một loài ruồi trong họ Asilidae. Asilus tarsosus được Geoffroy trong Fourcroy miêu tả năm 1785. Loài này phân bố ở vùng Cổ Bắc giới.